# Трясенка
Трясенка  — опустевшая железнодорожная станция в Торжокском районе Тверской области. Входит в состав Масловского сельского поселения.

## География
Находится в центральной части Тверской области на расстоянии приблизительно 14 км на запад по прямой от районного центра города Торжок у железнодорожной линии Торжок-Соблаго.

## История
Станция была открыта после окончания строительства железнодорожной линии Торжок-Соблаго (1911 год). В настоящее время существует как остановочный пункт. Сохранилась водонапорная башня и остатки других строений.

## Население
Численность населения не была учтена как в 2002 году, так и в 2010.